# Bataille de Nowa Wieś
Insurrection de novembre 1830
Batailles
- Stoczek
- Dobra
- Kałuszyn
- Wawer
- Nowa Wieś
- Białołęka
- Grochow
- Kurow
- Wawer
- Debe Wielkie
- Domanice
- Iganie
- Kazimierz Dolny
- Ostrołęka
- Wola

La bataille de Nowa Wieś s'est déroulée le  19 février 1831  entre l'armée des insurgés polonais commandée par le général Józef Dwernicki, et l'armée impériale russe commandée par le général Cyprian Kreutz au cours de l'Insurrection de novembre 1830. 

## Histoire

### Préparatifs
Józef Dwernicki  vainqueur de la bataille de Stoczek, pressé d'écraser les armées du général Cyprian Kreutz, qui ignorait la défaite de Teodor Geismar, se voit à son tour menacé.
Nommé général de division, Dwernicki quitte les environs de Stoczek pour se diriger vers Parysów.  Après un court repos, sa cavalerie occupe le 18 février Góra Kalwaria. La bravoure  et la rapidité des Polonais doit remédier le surnombre des hommes de troupe russes, donc Dwernicki doit mettre toutes les astuces enseignées à l'époque napoléonienne et mettre en pratique le grand stratagème de la surprise et l'embuscade.

Un général écrira : « détruire avec trois mille recrues, vingt-mille vétérans en se portant en masse sur les détachements disséminés, pour les écraser l'un après  l'autre, et Dwernicki, qui seul savait à cette époque faire du caractère de ses compatriotes, un instrument de triomphe, accourait sur les bords de la Pilica, pour venger les malheurs des Sandomiriens, et ôter à Kreutz tout espoir de marcher sur la capitale. » 

### Bataille
Julian Sierawski ancien gouverneur de Zamość, rôde à la tête d'un petit corps d'armée, entre Radomka et Pilica, rejoint Dwernicki dont la cavalerie forme l'avant-garde.
Le 19 février à dix heures du matin, à Magnuszew, les avant-postes russes sont en vue, caracolant sur les rives de la Radomka. Julian Sierawski renforce ses Kracus blancs (surnom donné aux troupes de Szymanski... mangeurs de Kreutz) sur le pont de Ryczywol et avertit les troupes qui le suivent, en entonnant en chœur la "Cracovienne" : Barbares, fuyez dans vos déserts, le Krakus vous poursuit !

Les cosaques entendant ce refrain, se replient au galop dans la forêt de Nowa Wieś. Les Krakus de Szymanski passent le pont, que les ennemis avaient eu le temps de détruire. Quelques poutres jetées sur les chevalets épars suffisent pour passer et permettre aux Krakus de passer cet obstacle.

Les dragons russes ont à peine le temps de s'enfoncer dans la forêt, que les Krakus se précipitent à leur poursuite. Après un instant de mêlée, les Russes reconnaissent la faiblesse en hommes des Polonais qui ne comptaient pas plus de 4 000 hommes, reforment leurs pelotons culbutés et manquent de reprendre le dessus. Dwernicki arrive  à la tête de ses lanciers, et refoule les Russes, qui opposent une vigoureuse résistance, en canonnant la cavalerie polonaise. Le général Kreutz et ses troupes sont ébranlés et abandonnent dans le désordre le champ de bataille, en laissant aux Polonais cinq pièces de canons, des munitions, et des prisonniers.
Kreutz consterné et stupéfait de la victoire d'un ennemi qu'il croyait encore à vingt lieues de Ryczywol, songe à repasser la Vistule pour regagner Puławy. Dwernicki se rend à Mniszew, et repassera la Pilica pour se diriger droit sur la ville de Gora-Kalwarya.

## Source
- (pl) Cet article est partiellement ou en totalité issu de l’article de Wikipédia en polonais intitulé « Bitwa pod Nową Wsią » (voir la liste des auteurs).